# فرودگاه گرینوود لیک
فرودگاه گرینوود لیک (به انگلیسی: Greenwood Lake Airport) یک فرودگاه همگانی بهره‌برداری هوایی است که یک باند فرود آسفالت دارد و طول باند آن ۱۰۵۸ متر است. این فرودگاه در کشور ایالات متحده آمریکا قرار دارد و در ارتفاع ۲۴۱ متری از سطح دریا واقع شده‌است.